# Персональный органайзер
Органа́йзер (англ. organizer) — изначально небольшая книга, содержащая календарь, адресную книгу и блокнот, служащая для организации информации о личных контактах и событиях. С развитием информационных технологий книга стала заменяться сначала электронными органайзерами, затем карманными персональными компьютерами, компьютерными программами и онлайн-органайзерами, обладающими дополнительными функциями: напоминание о предстоящих событиях, защита и синхронизация информации. 
Органайзер является средством управления временем. Предварительное планирование дел помогает повысить плодотворность любой деятельности, как личной, так и профессиональной. Поэтому и человека, который консультирует организации и частных лиц в сфере повышения эффективности управления временем, тоже иногда называют «органайзер»; в США существует Национальная ассоциация профессиональных органайзеров (NAPO).
В XXI веке под органайзером чаще понимается программное обеспечение для ПК и мобильных устройств.

## Электронные органайзеры
Электронный органайзер представляет собой небольшой компьютер размером с калькулятор, часто со встроенным дневником и другими функциями, такими как адресная книга и календарь и тому подобные. Были очень популярны, особенно среди предпринимателей в 1990-х годах, но постепенно вышли из употребления из-за появления карманных компьютеров в 1990-х, персональных цифровых помощников в 2000-х и смартфонов в 2010-х годох, каждый из которых имеет более широкий набор функций.

## Компьютерная программа-органайзер
Програ́мма-органа́йзер — компьютерная программа, относящаяся к прикладному программному обеспечению и предназначенная для накапливания пользовательской информации, а затем оперативного поиска по ней, организации дел и контроля за их выполнением, отслеживания определённых пользователем событий. Является одной из форм персонального органайзера.
Их безусловными преимуществами являются большой объем вводимых данных, установка автоматических напоминаний. Формы органайзера могут быть разными. Есть, к примеру, узкоспециализированные органайзеры: органайзер рецептов, органайзер финансов, органайзер музыкальной коллекции.
Функции типичной компьютерной программы-органайзера связаны с обеспечением работы следующих подразделов:
- календарь;
- менеджер контактов (пользовательская адресно-телефонная книга);
- записная книжка и листки-заметки (аналог бумажных листков-липучек);
- события, привязанные к определенной дате и времени (например, праздники или встречи);
- планировщик задач (заданий) для контроля за их самостоятельным или сторонним выполнением;
- напоминатели-будильники об определённых пользователем событиях.

Некоторые программы-органайзеры могут как не иметь какого-либо из перечисленных подразделов, так и обеспечивать дополнительную функциональность, например, позволять работать с электронной почтой, таким образом выполняя функции почтового клиента.
Онлайн-органайзер отличается от программы-органайзера тем, что не устанавливается на локальном компьютере.